# Кристиян Аслани
Кристиян Аслани (на албански: Kristjan Asllani) е албански футболист, полузащитник, който играе за италианския Интер.

## Кариера

### Емполи
Аслани прави своя професионален дебют за Емполи на 13 януари 2021 г. в мач за Купата на Италия срещу Наполи.

### Интер
На 29 юни 2022 г. Аслани преминава в Интер Милано срещу 14 милиона евро. Емполи обявява, че трансферът е структуриран първоначално като наем, с последващо задължение на Интер да го закупи.

## Национален отбор
През юни 2021 г. Аслани дебютира за Албания до 21 г. в приятелски мач срещу Белгия до 21 г. Тъй като той има както албанско, така и италианско гражданство, той е на разположение да играе и за Италия.

## Отличия
Интер
- Серия А (1): 2023/24[4]
- Копа Италия (1): 2022/23[5]
- Суперкопа Италиана (2): 2022[6], 2023[7]